# Wytze Gerbens Hellinga

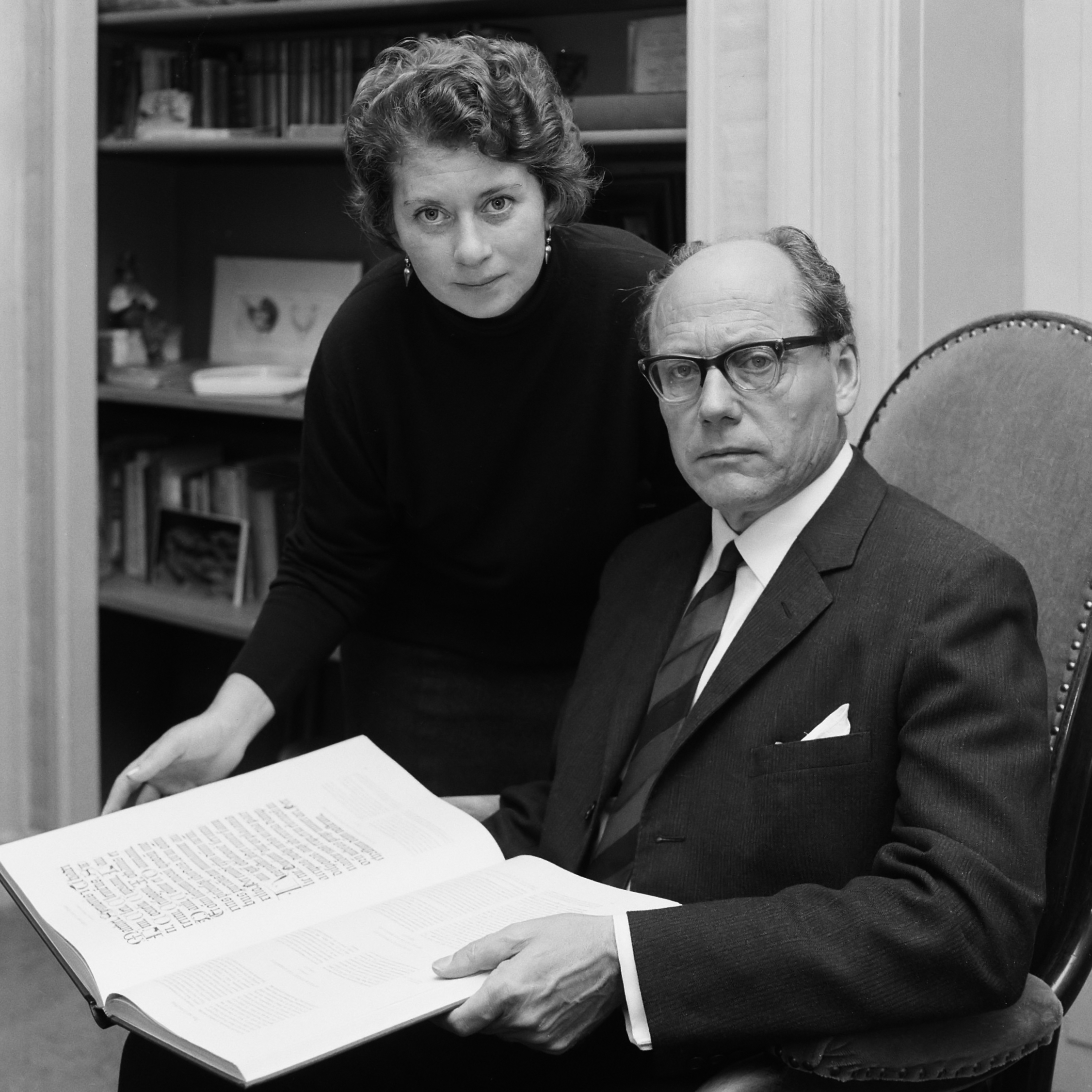
Wytze Hellinga en Lotte Querido (1966)

Wytze Gerbens Hellinga (Haarlem, 20 december 1908 - Londen, 16 maart 1985) was een Nederlandse hoogleraar in de taalkunde aan de Universiteit van Amsterdam.

## Familie
Hellinga was een zoon van Gerben Hellinga, directeur van de Haagse Schoolvereniging, en Taatske Zwart, schrijfster van kinderboeken. Hij trouwde in 1936 met Johanna Hendrika Riemens, uit welk huwelijk twee zonen (onder wie de schrijver Gerben Hellinga) en twee dochters werden geboren. Hij trouwde in 1973 met Lotte Querido, curator bij de British Library te Londen. Uit dit huwelijk werd een zoon geboren.

## Leven en werk
In 1928 slaagde Hellinga voor het examen Gymnasium-A aan het Nederlandsch Lyceum te Den Haag. Daarna studeerde hij Nederlandse taal- en letterkunde aan de Rijksuniversiteit Leiden. Hij behaalde in 1935 zijn doctoraal examen aan de Gemeente Universiteit te Amsterdam en was vervolgens leraar geschiedenis en Nederlands, onder meer aan het Lyceum Alpinum te Zuoz (als opvolger van Nico Donkersloot). In 1938 promoveerde hij op het proefschrift De opbouw van de algemeen beschaafde uitspraak van het Nederlands. 
Tijdens de oorlogsjaren nam hij het initiatief tot de bibliofiele Vijf Ponden Pers, gedrukt door A.A. Balkema en typografisch vormgegeven door Jan van Krimpen; een van zijn drie in de oorlogsjaren uitgegeven dichtbundels verscheen bij die pers. In die oorlogstijd publiceerde hij Van den vos Reynaerde (1940), een bibliofiele diplomatische editie op basis van foto's van het Comburgse handschrift met een 'Verantwoording van de uitgave', gedrukt in 200 exemplaren. Verder publiceerde Hellinga in de oorlog enkele dichtbundels (Perittos, Dwalende en Dies noctesque) in zeer kleine oplage.
Na de bevrijding had Hellinga zitting in de Eereraad voor de Letterkunde, die zich met de zuivering bezighield. In 1945 trad hij op als plaatsvervanger van de Amsterdamse hoogleraar A.A. Verdenius (1876-1950), bij wie hij was afgestudeerd. Hij volgde hem in 1946 op. Hij had verschillende leeropdrachten met als laatste van 1969 tot 1978 'Neofilologische kritiek en hermeneutiek in verband met de toegepaste hulpwetenschappen'. Hij was toen verbonden aan het Instituut voor Neofilologie en Neolatijn. In 1978 nam hij afscheid als hoogleraar.
Al sinds zijn promotieonderzoek hield hij zich bezig met de filologie. Verder bestudeerde hij de geschiedenis van het Nederlands en van het Fries. Behalve met de middeleeuwse dichter van Van den vos Reynaerde hield hij zich ook bezig met moderne dichters als Adriaan Roland Holst, Pieter Nicolaas van Eyck en Martinus Nijhoff.
Hellinga had veel betekenis voor de boekwetenschap. Een belangrijke uitgave was zijn Kopij en Druk in de Nederlanden. Atlas bij de geschiedenis van de Nederlandse typografie (1962). Belangrijk op dit gebied was ook Fifteenth-century printing types of the Low Countries (1966). Hij kreeg voor zijn boekwetenschappelijke werk in 1968 de Menno Hertzbergerprijs en in 1970 kregen hij en zijn vrouw de Triennial prize for Bibliography of the International League of Antiquarian Booksellers.
Hellinga stond model voor de figuur van professor Springvloed in de romans Bij nader inzien uit 1963 en Het Bureau uit 1992-2000 van J.J. Voskuil. Ook wordt Hellinga genoemd in het eerste deel van het dagboek van Voskuil, op 22 januari 1955.

### Dichtbundels
- Perritos. Amsterdam, 1942
- Dwalende. [S.l.], 1943
- Dies noctesque. [Amsterdam, 1943]

### Wetenschappelijk werk (een keuze)
- De opbouw van de Algemeen Beschaafde uitspraak van het Nederlands. Amsterdam 1938 (proefschrift)
- De neerlandicus als taalkundige. [Amsterdam] 1946 (inaugurele rede)
- Van den vos Reynaerde. I Teksten. Diplomatisch uitgegeven naar de bronnen vóór het jaar 1500 door W. Gs Hellinga. Zwolle 1952
- Naamgevingsproblemen in de Reynaert. Amsterdam enz. 1952
- Language Problems in Surinam. Dutch as the Language of the Schools. Amsterdam 1955 (North-Holland Publishing Company)
- De commentaar, in: Handelingen van het Nederlands philologen-congres 24 (1956), p. 109-127.
- Het laatste woord is aan Firapeel, in: Maatstaf 6 (1958-1959), p. 353-373.
- Kopij en druk in de Nederlanden. Atlas bij de geschiedenis van de Nederlandse typografie. Amsterdam 1962
- The fifteenth-century printing types of the Low Countries. Amsterdam 1966 (met Lotte Hellinga)